# Iac salvatge

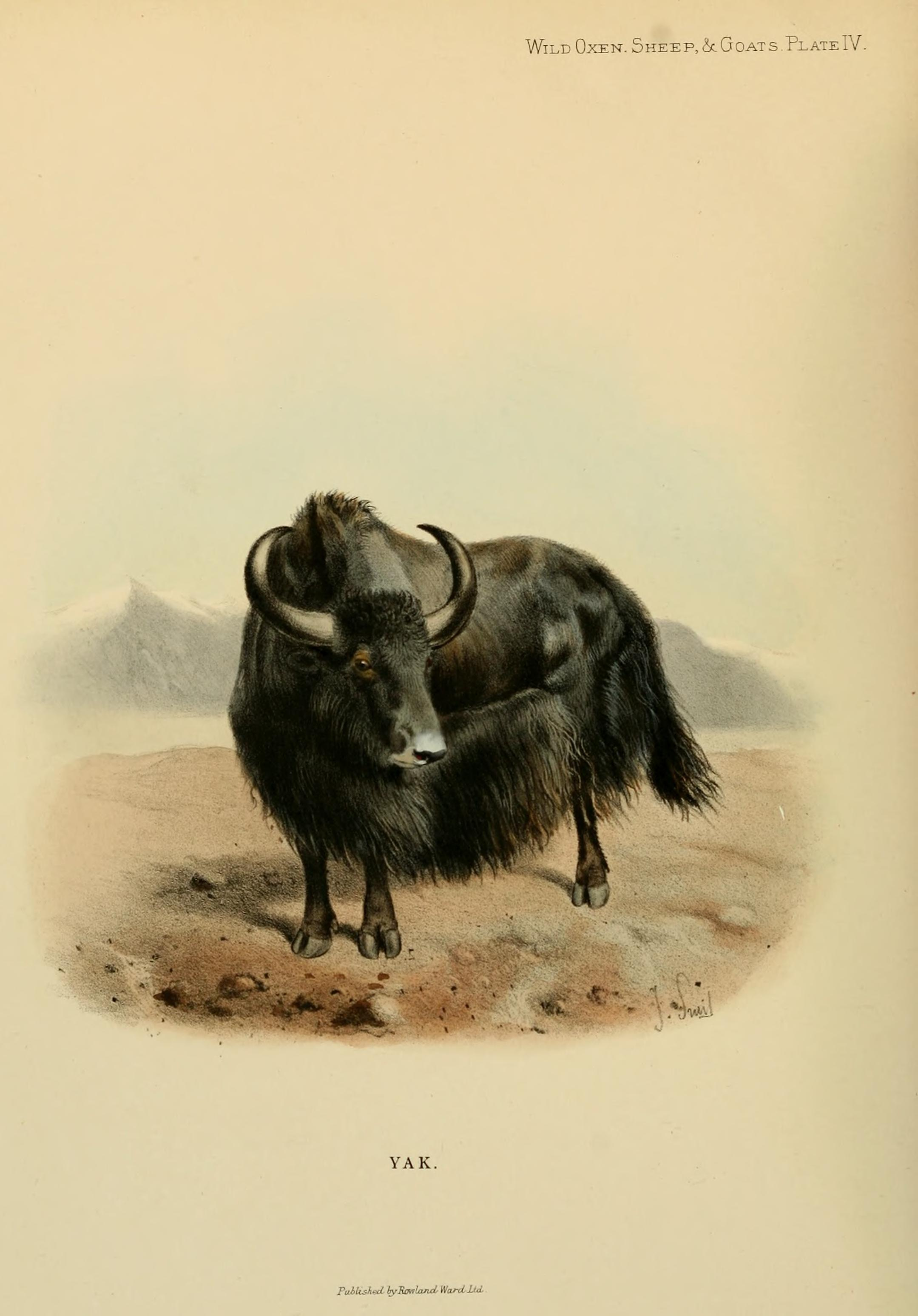
Dibuix d'un iac salvatge.

El iac salvatge (Bos mutus) és un tipus de bos gran i salvatge natiu de les muntanyes de l'Àsia central i de l'Himàlaia. Viu a les planures estepàries i als freds deserts del Nepal, del Tibet, de Pamir i Karakoram, entre els 4.000 i els 6.000 metres d'altitud, tant en estat salvatge com domèstic. És l'avantpassat del iac domèstic (Bos grunniens).
La paraula 'iak' prové del tibetà གཡག་ - yag, o gyag, en què solament el mascle és anomenat així. La femella rep el nom de dri o drimo, mentre que els xerpes l'anomenen nak.
L'espècie va ser descrita per l'explorador i geògraf rus Nikolai Przewalski l'any 1883.

## Taxonomia
Es creu que l'avantpassat del iac salvatge i el domèstic va divergir de Bos primigenius entre fa un i cinc milions d'anys. Avui en dia, es tracta el iac salvatge com una espècie diferent al iac domèstic (Bos grunniens).

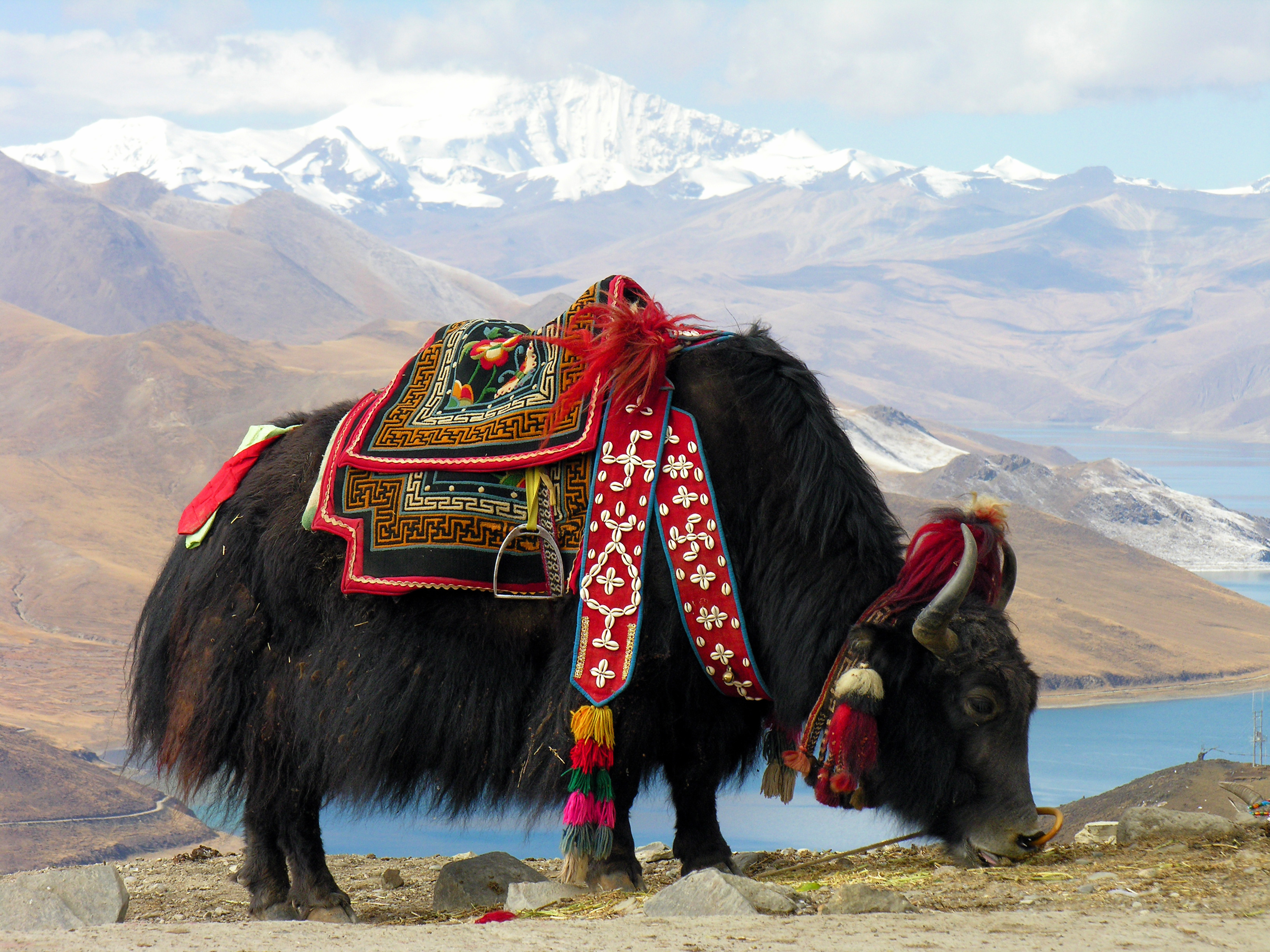
Un iac en les rodalies del Llac Yamdrok.

Linné va classificar els iacs domèstics com Bos grunniens l'any 1766, posteriorment la varietat silvestre es va classificar com Bos mutus (‘bou mut’) quan es va demostrar que pertanyien a una mateixa espècie i se'ls havia d'assignar un únic nom científic. Generalment, en casos com aquest, s'aplicaria el principi de prioritat utilitzant la nomenclatura científica, que estableix que s'ha de mantenir com a nom específic el registat en primer lloc, i grunniens és el més antic.
Però la Comissió Internacional de Nomenclatura Zoològica va determinar l'any 2003 en l'opinió 2027 que els iacs, igual que unes altres disset espècies domèstiques, havien de dur el mateix nom que llur varietat salvatge, Bos mutus, per evitar la paradoxa que els llinatges anteriors, els silvestres, fossin anomenats com a subespècies dels seus descendents. Per tant, el nom científic que preval per als iacs és Bos mutus, quadant el terme grunniens com a nom trinomial que designa la subespècie domèstica.
Els iacs pertanyen al gènere bos, per la qual cosa estan properament emparentats amb les vaques domèstiques (Bos primigenius taurus). Les anàlisis d'ADN mitocondrial per determinar la història evolutiva dels iacs hhan resultat una mica confuses. El iac podria haver divergit del bou en algun punt entre fa un i cinc milions d0anys i hi ha algun indici que podria estarr més properament emparentat al bisó que a la resta de membres del seu propi gènere. S'han trobat fòssils del que semblen ser parents propers del iac, com el Bos baikalensis, a Sibèria, surgint una possible ruta per la quals els avantpassats del bisó americà similars al iac podrien haver entrat en el continent americà.

## Descripció

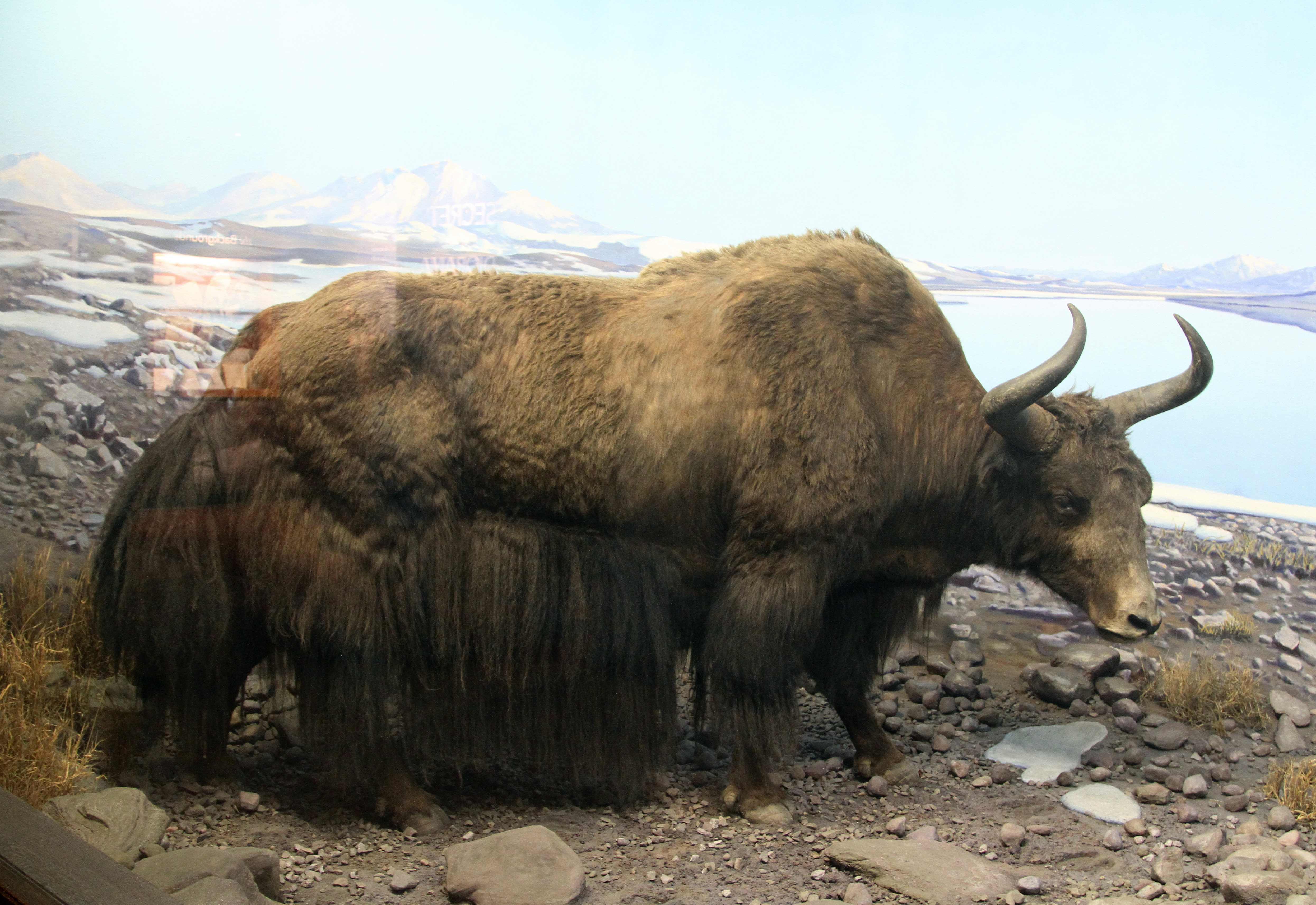
Exemplar dissecat.

El iac salvatge es troba entre les espècies de bòvids més grans que existeixen, i es tracta també de l'animal més gran del seu grup. Un iac salvatge adult mesura entre 1.6 i 2.2 metres d'alçada a l'espatlla i pesa entre 305 i 1.200 kg. La longitud del cap i del cos és d'entre 2.5 i 3.4 metres, sense comptar-hi la cua, d'entre 60 i 100 cm. Les femelles pesen una tercera part del pes dels mascles i són un 30% més petits en les seves dimensions lineals en comparació amb els mascles. Els iacs domèstics (Bos grunniens) són lleugerament més petits.
Són animals d'una constitució pesada amb un llom voluminós, unes cames robustes i unes peülles arrodonides. Per protegir-se del fred, el braguer en les femelles i l'escrot en els mascles són petits, i coberts d'una capa de pèl. Les femelles tenen quatre mamelles. Tots dos sexes tenen el pèl molt llanut, amb una primera capa de llana sota el pit, els costats i la cintura per aïllar-se del fred. Especialment en els mascles, aquesta primera capa forma una llarga "faldilla" que pot arribar a tocar el terra. La cua és llarga i se sembla a la del cavall, més que no pas a la del bou o la del bisó. L'abric de llana és típicament negre o d'un marró fosc i cobreix la major part del cos, amb un murrió gris (tot i que s'han detectat individus salvatges de color daurat-marró). Els iacs salvatges amb pèl de color daurat es coneixen com a iacs salvatges daurats (金色野牦牛 en xinès, en pinyin: jīnsèyě máoniú). Els iacs salvatges daurats es consideren una subespècie en perill a la Xina, amb una població estimada d'uns 170 exemplars vius en tot el món.

## Distribució i hàbitat
Els iacs salvatges es troben principalment al nord del Tibet i a l'oest de Qinghai. Algunes poblacions habiten en la part més meridional de Xinjiang, i fins i tot a Ladakh, Índia. Es poden trobar algunes comunitats petites i aïllades encara més lluny, principalment a l'oest del Tibet i a l'est de Qinghai. Antigament, també hi havia iacs salvatges a Bhutan, però actualment s'hi consideren extints.
L'hàbitat principal dels iacs salvatges consisteix en les terres sense vegetació entre 3000 i 5500 metres, dominats per muntanyes i altiplans. Es troben sobretot a la tundra alpina encatifades abundantment amb gespa i ciperàcies més que no pas en els camps esteparis, més estèrils.
Als anys 1970, es creia que el iac salvatge s'havia extingit de forma regional al Nepal, però es va redescobrir a Humla l'any 2014. El descobriment va donar lloc que el iac salvatge aparegués en la moneda oficial del Nepal.

## Ecologia
La dieta dels iacs salvatges consisteix principalment en gespa i ciperàcies, com ara el càrex, l'stipa o la kobresia. També mengen una quantitat més petita d'herbes, l'arbust krascheninnikovia i molses. Fins i tot se'ls ha vist menjar líquens. Històricament, el seu principal depredador ha estat el llop de l'Himàlaia (Canis lupus chanco), però l'os bru i la pantera de les neus també n'han estat depredadors en algunes zones, sobretot dels exemplars de iac salvatge joves o malalts.
El lama tibetà Thubten Jigme Norbu, el germà gran del 14è dalai-lama, va escriure en el seu viatge de la capella de Kumbum (regió d'Amdo) a Lhasa, l'any 1950:
| «                | En un futur proper, anava a veure els grans ramats de drongs amb els meus propis ulls. La visió d'aquestes bèsties belles i poderoses que des de temps immemorials s'han assentat en els altíssims i àrids altiplans del Tibet mai m'ha deixat de fascinar. D'alguna manera, aquestes tímides criatures aconsegueixen mantenir-se de les arrels raquítiques, que és tot el que la natura proporciona en aquests indrets. I quina vista més meravellosa és veure un gran ramat de iacs salvatges movent el cap cap avall en un galop slavatge a través de l'estepa. La terra tremola sota els seus talons i un gran núvol de pols marca el seu pas. De nit, es protegiran del fred arraulint-se junts, amb les cries al centre. Així estaran en una tempesat de neu, tan junts que la condensació del seu alè s'eleva en l'aire com una columna de vapor. Els nòmades han intentat, ocasionalment, criar drongs joves com animals domèstics, però mai no ho han acabat d'aconseguir. D'alguna manera, un cop viuen juntamen amb éssers humans, semblen perdre la seva sorprenent força, i la seva capacitat de resistència; i no serveixen gens com a animals de càrrega, ja que immediatament els fa mal l'esquena. La seva immemorial relació amb els humans, per tant, segueix sent la de caça i caçador, ja que la seva carn és molt saborosa. | » |
| — Thubten Norbu, | |   |

### Comportament
Els iacs salvatges viuen en ramats, que poden contenir diversos centenars d'individus, tot i que normalment no són tan grans. Els ramats estan formats principalment per femelles adultes i les seves cries, amb un cert nombre de mascles adults. De mitjana, les femelles de iac salvatge pasturen uns 100m més amunt que els mascles. Les femelles i les cries tendeixen a preferir pasturar en pendents alts i esquerps. La resta de mascles són, o bé solitaris, o bé es troben en grups molt més reduïts, d'uns sis individus de mitjana. Els grups es mouen a serralades d'altituds més baixes durant l'hivern. Tot i que els iacs salvatges poden ser agressius quan defensen les seves cries, o durant el zel, normalment eviten els humans, i poden arribar a fugir una llarga distància si els humans se'ls apropen.

### Reproducció
Els iacs salvatges s'aparellen a l'estiu i pareixen una sola cria la primavera següent. Típicament, les femelles només pareixen cada dos anys.

## Conservació
Segons la Unió Internacional per a la Conservació de la Natura (UICN), actualment, el iac salvatge és considerat una espècie vulnerable. Havia estat classificat, prèviament com una espècie en perill, però se'l va treure de la llista l'any 1996, basant-se en les dades de la taxa de descens de població i la població total de l'espècie. L'avaluació més extensiva, realitzada l'any 2008, quantificava en més de 10.000 individus madurs la població total de iacs salvatges.
Els iacs salvatges experimenten diverses amenaces. La caça furtiva, que inclou la caça furtiva comercial, és l'amenaça més significativa; els mascles en reben un impacte més gran, atès que els seus hàbitats són més solitaris. El mestissatge i la pertorbació de la ramaderia també és habitual. Això pot incloure la transmissió de malalties del bestiar, tot i que no se n'han trobat proves directes. També es donen, malgrat que són relativament poc freqüents, conflictes amb els propis pastors, com ara les matances preventives i per represàlia pel rapte de iacs domèstics pels ramats salvatges. La protecció recent, en particular de la reducció de la caça furtiva, sembla haver estabilitzat, o fins i tot, augmentat les poblacions en diverses àrees, fet que va dur a l'UICN a treure aquesta espècie de la llista l'any 2008. Tant a la Xina com a l'Índia, l'espècie és oficialment protegida; a la Xina és present en moltes de les grans reserves naturals.

## Impacte en els humans
El iac salvatge és el reservori de malalties zoonòtiques d'origen tan bacterial com viral. Entre les malalties bacterials, hi ha l'àntrax, el botulisme, el tètanus i la tuberculosi.